# Väike-Pakri
Väike-Pakri (švédsky Lilla Rågö, česky též Malé Pakri) je jeden z estonských ostrovů v Baltském moři. Leží východně od ostrova Suur-Pakri a od pevniny ho odděluje průliv Kurkse väin. Severním pobřežím ostrova prochází Baltský klint, jižní část je plochá.

## Galerie

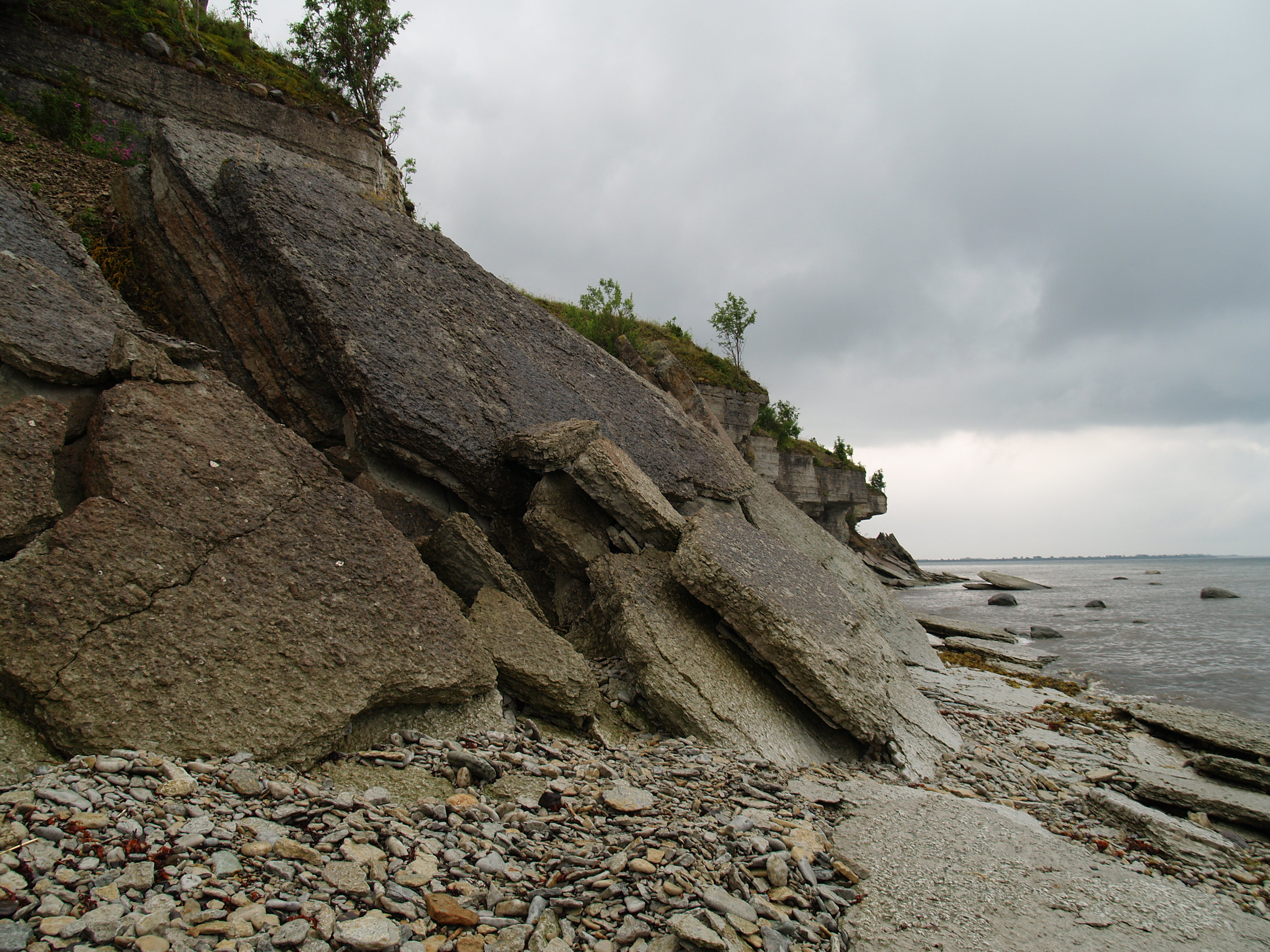
Skalnaté pobřeží ostrova
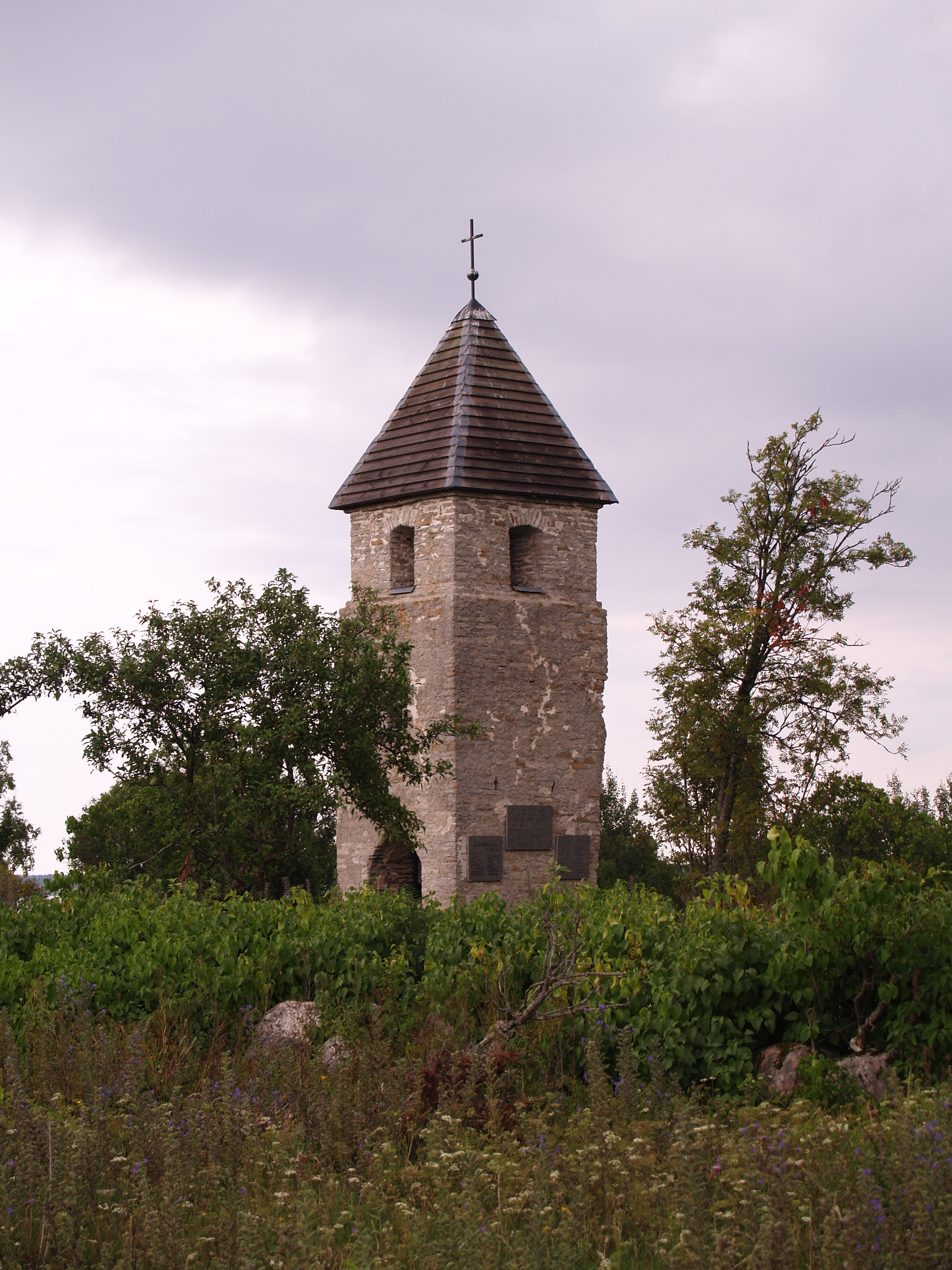
Obnovená věž malopakrijské kaple, zničené sovětskou armádou
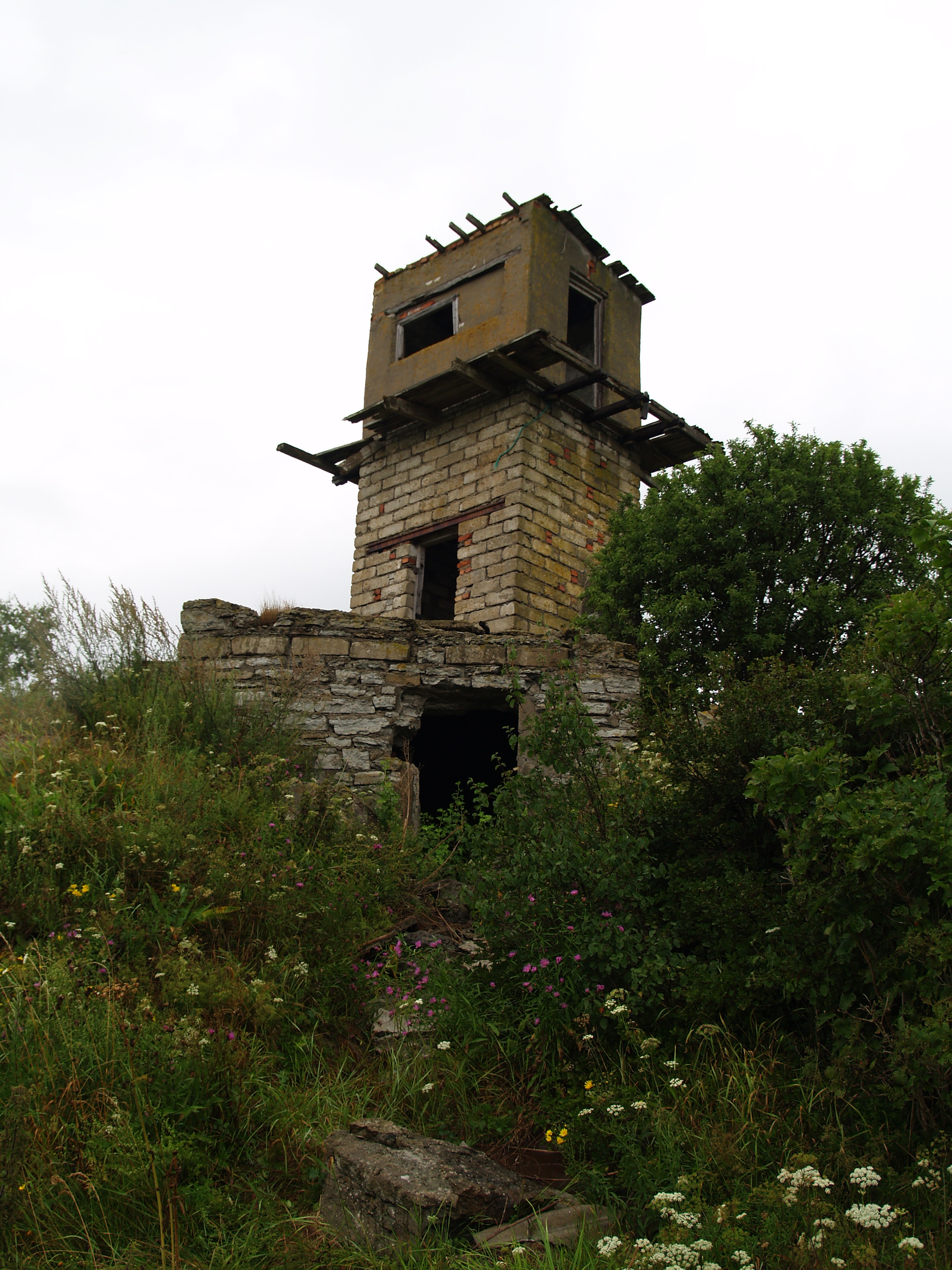
Zřícenina strážní věže ze sovětské doby
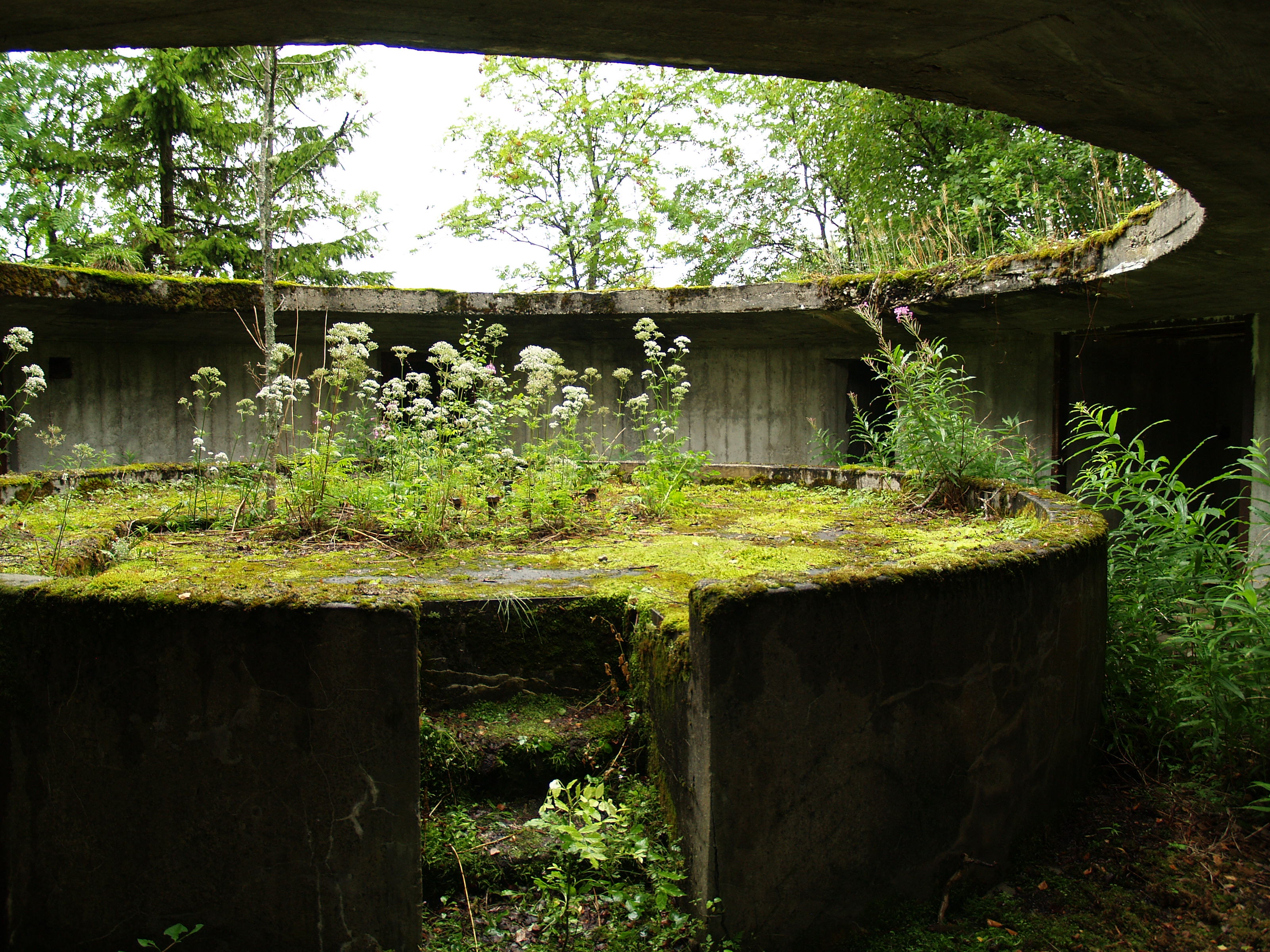
Někdejší dělostřelecká věž (pohled zevnitř)